# Базумска гора
Базумска гора (јерм. Բազումի լեռնաշխթա) је планина на северу Јерменије, у централном делу марза Лори, у региону Закавказја. Смештена је у међуречју река Џорагет и Памбак ка којима са ове планине крећу бројни мањи водотоци.
Базумска гора се протеже у правцу запад-исток у дужини од 66 км, а ширина се креће између 15 и 20 км. Највиши врх је Урасар (јерм. Ուրասար) са надморском висином од 2.992 метра.
Геолошка старост стена је из периода креда-еоцен. На планини се налазе значајније резерве хромита (руде хрома, FeCr2O4), гранита и кварца. Источне падине су прекривене листопадним шумама, док су остали нижи делови под травнатим степама, а на већим надморским висинама су субалпијске и алпијске ливаде.
Испод планине је саграђен тунел који повезује долину реке Џорагет и Лоријску котлину на северу са Памбакском котлином на југу. На овој планини, код Пушкиновог превоја налази се једина ветроелектрана у Јерменији „Лори 1“ са 4 турбине.